# Carlo de Gavardo
Carlo de Gavardo, né le 14 juillet 1969 à Huelquén (Chili) et mort le 4 juillet 2015 à Buin (Chili), est un pilote chilien de rallye-raid.

## Biographie

### Décès
Carlo de Gavardo a une crise cardiaque sur son vélo à Huelquén et meurt à Buin le 4 juillet 2015.

## Palmarès

### Résultats au Rallye Dakar
En moto :
- 1996 : 17e (KTM)
- 1998 : 12e (KTM)
- 1999 : 8e (KTM)
- 2000 : abandon (KTM)
- 2001 : 3e (KTM)
- 2002 : 4e (KTM)
- 2003 : 8e (KTM)
- 2004 : 8e (KTM)
- 2005 : abandon (KTM)
- 2006 : 5e (KTM).

En auto :
- 2010 : abandon (Hummer)
- 2012 : abandon (Honda).

### Championnat du monde de rallye-raid
- Champion du monde des rallyes-raids en 2005 et 2006.